# آدام لارسن کواراسی
آدام لارسن کواراسی (انگلیسی: Adam Larsen Kwarasey؛ زاده ۱۲ دسامبر ۱۹۸۷) یک بازیکن فوتبال اهل غنا است.
وی همچنین در تیم ملی فوتبال غنا بازی کرده‌است.